# Сольпа (приток Иванцовки)

Сольпа — река в России, протекает в Белохолуницком районе Кировской области. Устье реки находится в 28 км по левому берегу реки Иванцовка. Длина реки составляет 11 км.
Исток реки северо-западнее деревни Юдино (Ракаловское сельское поселение) и в 21 км к северо-востоку от города Белая Холуница. Река течёт на север, всё течение проходит по ненаселённому заболоченному лесу. Впадает в Иванцовку выше села Иванцево. Приток — Лобанивка (левый).

## Данные водного реестра
По данным государственного водного реестра России относится к Камскому бассейновому округу, водохозяйственный участок реки — Вятка от истока до города Киров, без реки Чепца, речной подбассейн реки — Вятка. Речной бассейн реки — Кама.
По данным геоинформационной системы водохозяйственного районирования территории РФ, подготовленной Федеральным агентством водных ресурсов:
- Код водного объекта в государственном водном реестре — 10010300212111100031495
- Код по гидрологической изученности (ГИ) — 111103149
- Код бассейна — 10.01.03.002
- Номер тома по ГИ — 11
- Выпуск по ГИ — 1